# Modello ADDIE
Il modello ADDIE è un processo generico tradizionalmente usato dagli instructional designer e training developer. È l'acronimo delle parole: Analysis (Analisi), Design (Disegno / progettazione), Development (Sviluppo), Implementation (Implementazione) e Evaluation (Valutazione), rappresentano una linea di guida dinamica, flessibile, per costruire strumenti efficaci di supporto alla formazione e alla prestazione.
È un modello Instructional Systems Design (ISD). La maggior parte dei modelli di Instructional Design sono derivati o variazioni del modello ADDIE; altri modelli includono il modello Dick & Carey and Kemp ISD. Un miglioramento a questo modello comunemente accettato, è l'uso del paradigma rapido. L'idea è quella di ricevere continui riscontri (feedback) mentre i materiali didattici vengono creati. Questo modello permette di risparmiare tempo e denaro afferrando i problemi mentre sono ancora facili da fissare.
Le teorie dell'instructional giocano un ruolo importante nella progettazione dei materiali di istruzione. Teorie come il Comportamentismo, Costruttivismo, l'Apprendimento sociale e il Cognitivismo aiutano a dare forma e definire l'esito dei materiali formativi.
Nel modello ADDIE, ogni fase ha un esito che alimenta la fase successiva: Analisi, Disegno, Sviluppo, Implementazione e Valutazione.

## Analisi
Nella fase dell'analisi devono essere esplicitati e chiariti i problemi formativi, sono stabiliti gli obiettivi formativi e i risultati, l'ambiente di apprendimento, le conoscenze iniziali degli studenti e sono identificate le abilità. Qui sotto ci sono alcune problematiche che possono presentarsi nella fase di analisi.
- Chi sono gli utenti e quali sono le loro caratteristiche?
- Identificare il comportamento finale?
- Quali tipi di impedimenti ci sono all'apprendimento?
- Quali sono le opzioni di erogazione?
- Quali sono le riflessioni pedagogiche in rete?
- Quale è la programmazione temporale per il completamento del progetto?

## Disegno - progettazione
La fase del disegno si occupa degli obiettivi di apprendimento, degli strumenti di valutazione, esercizi, contenuti, analisi degli argomenti e soggetti, pianificazione delle lezioni e selezione dei media. La fase di disegno dovrebbe essere sistematica e specifica. Sistematica significa logica, un metodo ordinato di identificazione, sviluppo e valutazione di strategie pianificate, orientate ad ottenere i risultati del progetto. Specifica significa che ogni elemento del piano di instructional design  necessita per essere eseguito, di attenzione nel dettaglio.
Questi sono i punti usati per la fase di disegno - progettazione:
- Documentazione del progetto formativo, disegno strategico visuale e tecnico
- Applicazione delle strategie formative coerenti con gli esiti (cognitivi, affettivi, psicomotori)
- Creare lo storyboard
- Progettare l'uso delle interfacce e le esperienze degli utenti
- Creazione di un paradigma
- Applicare la visuale di progettazione (disegno grafico)

## Sviluppo
La fase di sviluppo è quella in cui gli sviluppatori creano e assemblano i contenuti (asset) che erano stati progettati nella fase precedente. I programmatori lavorano per sviluppare e/o integrare le tecnologie. I tester mettono a punto le procedure. Il progetto è rivisitato e rivisto considerando le informazioni di ritorno.

## Implementazione
Durante l'implementazione viene sviluppata una procedura per preparare i facilitatori e gli studenti del corso. L'addestramento per i facilitatori dovrebbe comprendere il curriculum, l'esito degli utenti, metodo di erogazione e testare le procedure. La preparazione degli studenti include l'addestramento ai nuovi strumenti (software o hardware), la registrazione degli stessi.
Questa è inoltre la fase dove l'amministratore del progetto si assicura che il libro, i manuali, gli strumenti, i CD-ROM e il software siano implementati, e che le applicazioni per l'apprendimento sul Web siano funzionanti.

## Valutazione
La valutazione consiste in due parti: formativa e sommativa. La valutazione formativa è presente in ogni stadio del processo ADDIE. La valutazione sommative consiste in test progettati per abilità specifiche e criteri relativi riferiti ad oggetti e prevede opportunità di ritorno dell'informazione dagli utenti.